# Boloria astarte
Espèce
Boloria astarte est une espèce de lépidoptères de la famille des Nymphalidae et de la sous-famille des Heliconiinae.

## Dénomination
L'espèce Boloria astarte a été décrite en 1848 par Edward Doubleday.
Synonymes :
- Clossiana astarte Doubleday, 1848
- Argynnis victoria Edwards, 1891[1]

### Noms vernaculaires
Boloria astarte se nomme en anglais Astarte Fritillary ou Arctic Ridge Fritillary.

### Sous-espèces
- Boloria (Clossiana) astarte astarte dans le nord-est de la Colombie-Britannique et dans l'Alberta
- Boloria (Clossiana) astarte distincta, souvent considérée comme une espèce distincte sous le nom de Boloria distincta[1]

## Description
C'est un papillon de taille moyenne plus grand que les autres Fritillary d'Amérique. Il présente un dessus orange orné de dessins de couleur marron.
Le revers des antérieures possède une ornementation semblable alors que les postérieures présentent une partie basale traversée de taches formant une bande blanche et une bande submarginale orange à ligne de points noirs.

## Biologie

### Période de vol et hivernation
Il hiverne à l'état de chenille les deux années consécutives nécessaires à son développement
Il vole en une génération entre mi-juin et mi-août.

### Plantes hôtes
Sa plante hôte est Saxifraga bronchialis.

## Écologie et distribution
Boloria astarte  est présent dans le Nord-Ouest de Amérique du Nord, dans les hautes montagnes de l'Alberta et de la Colombie-Britannique, dans l'État de Washington et au Montana
,.

### Biotope
C'est un papillon des montagnes des crêtes et des zones d'éboulis en altitude.

### Protection
Pas de statut de protection particulier.